# جاست سیستمز
جاست سیستمز (انگلیسی: JustSystems) شرکت نرم‌افزار ژاپنی است، که در سال ۱۹۷۹ تأسیس شد.